# Zorro (serie de televisión de 1997)
Zorro (en inglés: The New Adventures of Zorro) es una serie estadounidense de dibujos animados basada en el personaje de ficción El Zorro. Fue producida por Warner Bros.

## Trama
Ambientada en la California del siglo XIX. Don Diego de la Vega, hijo del rico hacendado Don Alejandro de la Vega, lucha contra el malvado capitán Monasterios, comandante de la guarnición de Los Ángeles. Para ello se disfraza como el Zorro. Diego cuenta con su sirviente mudo Bernardo, quien le fabrica diversos aparatos mecánicos para luchar contra los villanos. También es ayudado por Isabela, hija del vecino Don Nacho, así como por una hechicera nativa americana. La serie tiene elementos del género fantástico y de la ciencia ficción. Un personaje destacado es el sargento García.